# Spin-off
Spin-off je rozhlasové, televizní, počítačové nebo literární dílo, které bylo odvozeno od již existujícího díla (nebo více děl) a které je zejména zaměřeno na určitý aspekt původního díla (např. určité téma, postavu, událost, apod.). Pokud spin-off existuje ve stejném časovém období jako původní dílo, může být rovněž označen jako sidequel. Jedním z prvních spin-offů moderní mediální éry byl seriál The Great Gildersleeve (vysílaný mezi lety 1941–1957), zaměřený na Throckmortona P. Guildersleeva, vedlejší postavu rozhlasového komediálního seriálu Fibber McGee and Molly (1935–1959).

## Příklady televizních spin-offů
- Angel je spin-offem seriálu Buffy, přemožitelka upírů, který se zaměřuje na postavu Angela.
- Private Practice je spin-offem seriálu Chirurgové. Je zaměřen na život doktorky Addison Montgomeryové.
- Ze seriálu Herkules byl odvozen seriál Xena.
- Komediální seriál M*A*S*H má spin-off M.A.S.H. – Co bylo potom, z původního filmu byl navíc odvozený dramatický seriál Trapper John, M.D.
- Sitcom Frasier je spin-offem sitcomu Na zdraví.
- Ze seriálu První polibky byl ještě v době jeho natáčení odvozen seriál Helena a její chlapci, zaměřený na postavu Heleny Girardové. Další příběhy Heleniných přátel pokračují v navazujících seriálech Rozmary lásky a Les Vacances de l'amour (v nichž už má Helena pouze vedlejší roli) a dosud posledním seriálu Les Mystères de l'amour (v němž Helena opět zaujímá hlavní roli).
- Ze seriálu Přátelé byl po jeho ukončení odvozen seriál Joey zaměřený na postavu Joeyho Tribbianiho.
- Námořní vyšetřovací služba je spin-offem seriálu JAG. Navíc má vlastní spin-offy Námořní vyšetřovací služba L. A., Námořní vyšetřovací služba: New Orleans a NCIS: Hawaiʻi.
- Z universa původního sci-fi seriálu Star Trek byly odvozeny seriály Star Trek (animovaný), Star Trek: Nová generace, Star Trek: Stanice Deep Space Nine, Star Trek: Vesmírná loď Voyager a Star Trek: Enterprise. Deep Space Nine a Voyager jsou také přímé spin-offy Nové generace.
- Seriály Stargate Infinity, Hvězdná brána: Atlantida a Hvězdná brána: Hluboký vesmír jsou spin-offy seriálu Hvězdná brána, který naopak vychází ze stejnojmenného celovečerního filmu.
- Křížová výprava navazuje na seriál Babylon 5.
- Seriál Zákon a pořádek má několik odvozených seriálů včetně regionálních verzí, např. Zákon a pořádek: Útvar pro zvláštní oběti, Zákon a pořádek: Zločinné úmysly, Crime & Punishment (dokument), Zákon a pořádek: Porota, Usvědčeni, Paris, enquêtes criminelles (francouzská verze Zločinných úmyslů), Law & Order: UK (britská verze), Zákon a pořádek: Los Angeles, ruské verze Útvaru pro zvláštní oběti i Zločinných úmyslů.
- Spin-offy seriálu Kriminálka Las Vegas jsou Kriminálka Miami, Kriminálka New York, Kriminálka: Oddělení kybernetiky a CSI: Vegas.
- Ze seriálu Beverly Hills 90210 byly odvozeny tyto seriály: Melrose Place, Modelky s.r.o., 90210: Nová generace a Melrose Place (verze 2009).
- The Originals jsou spin-offem seriálu Upíří deníky.
- Ze seriálu H2O: Stačí přidat vodu byl později odvozen spin-off Mako Mermaids.
- Po ukončení seriálu Perníkový táta vznikl spin-off Volejte Saulovi.
- Ze seriálu Pán času byl odvozen seriál Torchwood, Dobrodružství Sarah Jane, K9 a Class.
- Ze seriálu Prolhané krásky byly odvozeny seriály Ravenswood a Prolhané krásky: Perfekcionistky.
- Ze seriálu Sladký život Zacka a Codyho byl odvozen seriál Sladký život na moři.
- Ze seriálu Jessie byl odvozen seriál Táborníci z Kikiwaka.
- Ze seriálů Laboratorní krysy a Super doktoři byl odvozen seriál Laboratorní krysy: Elitní jednotka.
- World of Winx a PopPixie jsou spin-offy seriálu Winx Club.

### České televizní spin-offy
- Doktoři z Počátků jsou spin-offem seriálu Ordinace v růžové zahradě.
- Ze seriálu Cirkus Bukowsky byl odvozen seriál Rapl.
- Ze seriálu Doktor Martin byl odvozen seriál Strážmistr Topinka, který je zaměřený na policistu Tomáše Topinku.